# Alderton (Suffolk)
Alderton is een civil parish in het bestuurlijke gebied Suffolk Coastal, in het Engelse graafschap Suffolk. In 2001 telde het dorp 421 inwoners.